# Carapoia brescoviti
Carapoia brescoviti là một loài nhện trong họ Pholcidae. Loài này được phát hiện ở Brasil.